# Kantautor
Kantautor (tal. cantautore) je ujedno autor glazbe, teksta i izvođač. Autorska glazba se razvija kao poseban glazbeni pravac u Italiji početkom 1960-ih godina kroz genovešku školu zabavne glazbe, a najviše zasluga za to imali su Festival di Sanremo, na kojem je njegovana talijanska kancona, kao i RAI, talijanska radiotelevizija. Tekstovi kantautora su uglavnom veoma poetskog sadržaja, dok su teme uzimane iz svakodnevnog života. Engleska istoznačnica kantautoru je singer-songwriter, koja također označava autora glazbe, teksta i interpretatora u jednom.
Najpoznatiji talijanski kantautori su:
- Lucio Battisti
- Paolo Conte
- Gino Paoli
- Domenico Modugno
- Lucio Dalla
- Mango
- Enzo Jannacci

dok su među hrvatskim najpoznatiji:
- Arsen Dedić
- Ibrica Jusić
- Zrinko Tutić
- Hrvoje Hegedušić
- Lada Kos
- Neno Belan
- Hari Rončević
- Rajko Suhodolčan
- Zlatan Stipišić Gibonni
- Siniša Vuco

Hrvatskoj su publici poznati i Zoran Predin,  Dino Merlin, Kemal Monteno te Đorđe Balašević.